# Dương Thành (xã)
Dương Thành là một xã thuộc huyện Phú Bình, tỉnh Thái Nguyên, Việt Nam.

## Địa lý
Xã Dương Thành nằm ở phía đông nam huyện Phú Bình và là xã cực nam của huyện, có vị trí địa lý:
- Phía đông giáp tỉnh Bắc Giang
- Phía tây giáp xã Thanh Ninh
- Phía nam giáp tỉnh Bắc Giang
- Phía bắc giáp xã Tân Đức.

Xã Dương Thành có diện tích 7,98 km², dân số năm 1999 là 6.514 người, mật độ dân số đạt 816 người/km². Đường tỉnh 261C đi qua địa bàn xã theo chiều đông - tây.

## Hành chính
Xã Dương Thành được chia thành 20 xóm: Đảng, Núi 1, Núi 2, Núi 3, Núi 4, Nguộn, Tiến Bộ, Quyết Thắng, Phú Dương 1, Phú Dương 2, Phẩm 1, Phẩm 2, Phẩm 3, Phẩm 4, Giàng, An Ninh, An Thành, Trung Thành, Phú Thành, Xuốm.

## Du lịch
Trên địa bàn xã Dương Thành có đền Đót ở chân núi Đót thuộc xóm Núi và có liên quan đến truyền thuyết từ thời Hùng Vương.
Ở làng Phẩm có nghề nuôi ngựa bạch, tính tổng thì cả xã Dương Thành có khoảng 600 con ngựa bạch.